# 245158 Thomasandrews
245158 Thomasandrews è un asteroide della fascia principale. Scoperto nel 2004, presenta un'orbita caratterizzata da un semiasse maggiore pari a 2,1896741 UA e da un'eccentricità di 0,2314471, inclinata di 3,78330° rispetto all'eclittica.
L'asteroide è dedicato al progettista irlandese Thomas Andrews.